# Dragon Age: Inquisition (завантажувальний контент)
Dragon Age: Inquisition — це рольова відеогра, розроблена BioWare під видавництвом Electronic Arts для платформ Microsoft Windows, PlayStation 3, Xbox 360, PlayStation 4 і Xbox One. Це третя гра основної серії Dragon Age, яка була випущена 18 листопада 2014 року. Вцілому до гри випущено вісім завантажувальних доповнень, які випускалися з грудня 2014 року по вересень 2015 року на Xbox Live, PlayStation Network і Origin. Більшість із цих доповнень містять нові квести та локації, до яких гравці можуть отримати доступ у базовій грі, а також нові предмети спорядження, зброї та біжутерії. Багатокористувацькі доповнення Destruction і Dragonslayer були випущені в грудні 2014 і травні 2015 відповідно, і обидва були доступні безкоштовно. Вони додають у мультиплеєр нових ігрових персонажів, карти та ворогів. Три сюжетні доповнення служать окремими побічними історіями базової гри і розвивають сетинг франшизи в цілому: Jaws of Hakkon, The Descent та Trespasser.
Перше завантажувальне сюжетне доповнення Jaws of Hakkon вийшло 24 березня 2015 року для ПК і Xbox 360 і 26 травня 2015 року для PlayStation 3, PlayStation 4 і Xbox One і отримало змішані відгуки від критиків. Нові локації, складність бою, добре написані побічні персонажі, а також розширення лору, представлені в цьому доповненні, були добре сприйняті, тоді як відсутність зв'язку з основним сюжетом та загальна якість квестів були зустрінуті з меншим ентузіазмом. Друге сюжетне доповнення, The Descent, розроблене студією BioWare в Остіні, було випущено 11 серпня 2015 року. Як і попереднє доповнення, воно отримало змішані відгуки, критики хвалили розширення ігрового лору, критикуючи його недорозвинених персонажів та сюжет, незбалансовану складність бою та коротку тривалість у порівнянні з його ціною. Третє і останнє сюжетне доповнення, Trespasser, було випущено 8 вересня 2015 року і стало ключовим розширенням до гри. Воно завершує кілька сюжетних ниток, створених основною грою і додає кілька цікавих ігрових механік, відсутніх в базовій грі, було тепло прийняте рецензентами, які загалом вважали його кращим із трьох сюжетних доповнень.
18 листопада 2014 року було випущено видання гри «Dragon Age: Inquisition Deluxe Edition», що містить внутрішньоігрові предмети, для персонажів на початкових рівнях: броня та зброя для Інквізитора Flames of the Inquisition Armor/Weapons Arsenal DLC, скіни верхових тварин Flames of the Inquisition Armored Mount DLC та трон із черепа дракониці у Скайголді. 6 жовтня 2015 року було випущено останнє преміум-видання «Dragon Age: Inquisition Game of the Year Edition» для платформ Microsoft Windows, PlayStation 4 і Xbox One, в яке увійшов весь завантажувальний контент.

## DestructionтаDragonslayer
Destruction (укр. Знищення) — це безкоштовне завантажувальне доповнення для багатокористувацького режиму Dragon Age: Inquisition, випущене 16 грудня 2014 року в Origin, PlayStation Network і Xbox Live. Додає нові шляхи на існуючих мультиплеєрних картах та диких істот, які вносять хаос, атакуючи як друзів, так і ворогів, а також нове спорядження для мультиплеєрних ігрових персонажів.
Dragonslayer (укр. Драконоборець) — це безкоштовне завантажувальне доповнення для багатокористувацького режиму Dragon Age: Inquisition, випущене 15 травня 2015 року в Origin, PlayStation Network і Xbox Live. Додає до списку ворогів вищих дракониць, нову карту та представляє трьох нових ігрових персонажів: Аввара, Віртуоза та Ізабелу, відому гравцям із Dragon Age II.

## The Black Emporium
The Black Emporium (укр. Чорна крамниця) — це безкоштовне завантажувальне доповнення для Dragon Age: Inquisition, випущене 5 травня 2015 року в Origin, PlayStation Network і Xbox Live. Додає торговця ексклюзивними предметами і Дзеркало трансформації (англ. The Mirror of Transformation) — можливість змінювати зовнішній вигляд протагоніста у будь-який час.

## Spoils of the Avvar/Qunari
Два доповнення Spoils of the Avvar та Spoils of the Qunari були випущені 9 червня 2015 року та 22 липня 2015 року відповідно. Кожен набір містить ігрове спорядження для трьох класів персонажів: мага, розбійника та воїна. Вони включають броню та схеми на її виготовлення, а також тематичні скіни для оформлення тронної зали Скайголду і верхових тварин для Інквізитора.

## Jaws of Hakkon
Jaws of Hakkon (укр. Щелепи Гаккона) — це перше сюжетне доповнення для Dragon Age: Inquisition. Анонсоване 23 березня 2015 року, спочатку було випущено для ПК і Xbox One завдяки угоді на ексклюзивність між Microsoft і EA 24 березня 2015 року, що викликало конфлікт між гравцями та розробниками: виконавчий продюсер проєкту Марк Дарра у Twitter закликав користувачів консолей PlayStation бути терплячими, а генеральний менеджер BioWare Аарин Флінн висловив надію, що фанати не будуть бойкотувати Jaws of Hakkon через ексклюзивну угоду розробника з Microsoft. Зрештою допвнення було випущене для PlayStation 3, PlayStation 4 і Xbox 360 26 травня 2015 року. 6 липня 2015 року Electronic Arts оголосили, що майбутній завантажувальний контент не будуть розроблятись для PlayStation 3 і Xbox 360, що зробило Jaws of Hakkon єдиним сюжетним доповненням для Inquisition, випущеним на вищезгаданих платформах. Сюжет переносить Інквізицію в Морозну западину (англ. Frostback Basin) зарослу дику територію, населену варварськими племенами Авварів (англ. Avvar) і стародавню тевінтерську фортецю, щоб дізнатися про долю останнього Інквізитора та могутню драконицю, на яку він полював.

### Оцінки і відгуки
| Агрегатор  | Оцінка                  |
| ---------- | ----------------------- |
| Metacritic | ПК: 74/100 XONE: 70/100 |

| Видання        | Оцінка |
| -------------- | ------ |
| Eurogamer      | 7/10   |
| GameSpot       | 7/10   |
| IGN            | 7.5/10 |
| PC Gamer (США) | 80/100 |

Згідно з агрегатором рецензій Metacritic, Jaws of Hakkon для Windows і Xbox One отримало «змішані» або «середні» відгуки від ігрових критиків.
Оглядаючи версію для Xbox One, Люсі О’Брайен з IGN зазначила, що Jaws of Hakkon має справжній шарм завдяки візуально приємному середовищу нових локацій, світлому іронічному тону, підкріпленому сухим почуттям гумору, і підвищенню складності бою порівняно з базовою грою. Вона вважала Морозну западину «важким доповненням до величезної карти Інквізиції, хоча й не зовсім значущим», і висловила бажання, щоб у наступній частині було менше надто знайомих квестів і було б більше змісту з точки зору оповіді. Остін Вокер із GameSpot зауважив, що в Jaws of Hakkon не вистачає кінематографічного стилю розповіді базової гри, і що деякі частини допавнення «роздуті» і нудні. Хоча Вокер оцінив Jaws of Hakkon вище середнього, він дійшов висновку, що воно дає новий погляд на лор серії та з любов’ю згадує багато аспектів свого проходження: зокрема середовище Морозної западини, дотепність вождя авварського племені Кам'яного Ведмедя, релігійна символіка та іконографія, використана в доповненні і дотепні коментарі його улюблених компаньйонів.
У своєму огляді для Eurogamer, старший редактор новин Том Філіпс підсумував доповнення як «цікавий — якщо не суттєвий — фрагмент побічної історії Dragon Age: Inquisition із захоплюючим новим середовищем для дослідження». Він прокоментував, що «для доповнення, яке обіцяє розширення сюжету, деякі квести можуть здаватися досить буденними». Він похвалив «добре написаних і реалізованих» побічних персонажів, а також сценарій, який «приправлений гумором і внутрішньофандомні пасхалки, які змушують гравця посміхнутися». Кріс Терстен з PC Gamer порівняв Jaws of Hakkon із вже випущеними доповненнями від BioWare, зазначивши, що за якістю та релевантністю він найбільш схожий на Overlord для Mass Effect 2. Терстен висловив думку, що Jaws of Hakkon не є новим словом якості від BioWare та зовсім не обов’язкове для проходження. Терстен дійшов висновку, що Jaws of Hakkon «красива, добре написана та вцілому захоплююча пригода».

## The Descent
The Descent (укр. Сходження) — це друге сюжетне доповнення для Dragon Age: Inquisition. Анонсоване 5 серпня 2015 року і випущене 11 серпня 2015 року для ПК, PlayStation 4 і Xbox One. Доповнення переносить Інквізитора на Глибинні шляхи (англ. Deep Roads), підземній системі магістралей, створеній гномами тисячоліття тому, щоб дослідити причину дивних землетрусів, які порушують міжнародну торгівлю дорогоцінним матеріалом ліріумом (англ. lyrium).
The Descent було розроблено BioWare Austin (розробник Star Wars: The Old Republic), робота почалася після скасування їх проєкту Shadow Realms. Розробники описали сетинг доповнення, як темний і небезпечний, але водночас повний таємниць. Сценаристка Кортні Вудс зазначила, що чим далі гравець спускається у своїй подорожі Глибинними шляхами, тим більше секретів він відкриває та більше запитань про всесвіт Dragon Age в нього виникає. Сценаристи хотіли викликати у гравців відчуття, подорожі у місце, де ніхто не був протягом дуже довгого часу, оскільки темнороди знищили суспільство гномів минулих поколінь і захопили руїни їхньої колись процвітаючої цивілізації.

### Оцінки та відгуки
| Агрегатор  | Оцінка                 |
| ---------- | ---------------------- |
| Metacritic | ПК: 66/100 PS4: 63/100 |

| Видання        | Оцінка |
| -------------- | ------ |
| GameRevolution | 6/10   |
| GameSpot       | 6/10   |
| IGN            | 6.3/10 |
| PC Gamer (США) | 60/100 |

Згідно з агрегатором рецензій Metacritic, The Descent для Microsoft Windows і PlayStation 4 отримало «змішані» або «середні» відгуки від критиків.
Ніколас Тан з Game Revolution вважав, що в основі The Descent лежить потужна побічна кампанія, яка є достатньо складною завдяки цікавому лінійному дизайну рівнів, який створює контраст із більш відкритим середовищем базової гри. З іншого боку, Тан зауважив, що герої недостатньо запам'ятовуються, а історія не залишає тривалого враження. Тан припустив, що «повністю переосмислений Орзаммар або вже знайомі гравцям персонажі» були б кращою альтернативою, ніж те, що представлено в The Descent, особливо зазначивши, що Глибинні шляхи не є коронною локацією серії.
Кріс Терстен з PC Gamer сформував точку зору, що хоча доповнення вцілому непогане, його «можна пропустити». Для Терстена візуальний стиль Глибинних шляхів «набрав драматичності» завдяки графічним можливостям ігрового рушія Frostbite, а розкриття певних езотеричних таємниць у фіналі зацікавило б «запеклих дослідників лору Dragon Age». З іншого боку, він виявив, що порівняно з його безпосереднім попередником, Jaws of Hakkon загальна якість доповнення «незмінна з точки зору розмаху, продуктивності характеру та тривалого ефекту на гравця», але тутешні персонажі хоч і симпатичні, проте їх історії занадто короткі. Меган Салліван з IGN насолоджувалася ускладненим ігровим процесом і зазначила, що це дозволило їй «по-новому оцінити механіки тактичного бою з активною паузою», яка дозволяє їй планувати свої дії та «знаходити правильну комбінацію заклинань і здібностей» для боротьби з хвилями ворогів замість того, щоб «бездумно йти на них в ближньому бою».
У кількох рецензентів виникли питання щодо об'єму доповнення, особливо у співвідношенні з його ціною. Терстен пройшов основний сюжет за три години: він поскаржився на коротку довжину доповнення та несприятливо порівняв його з Jaws of Hakkon, оскільки ціна обох була однакова. Тан сказав, що йому знадобилося приблизно шість годин, щоб закінчити The Descent, зазначивши, що час проходження залежатиме від того, наскільки ретельно гравці збиратимуть колекційні предмети. Салліван сказала, що їй знадобилося менше десяти годин, щоб завершити все доповнення.

## Trespasser
Trespasser (укр. Переступник) — це третє і останнє сюжетне доповнення для Dragon Age: Inquisition. Анонсоване 29 серпня 2015 року і випущене 8 вересня 2015 року на ПК, PlayStation 4 і Xbox One. У доповненні члени Інквізиції розкривають змову з метою вторгнення авангарду к'юнарі в держави південного Тедасу, і в той же час постають перед вибором, чи повинна сама Інквізиція, як організація продовжувати своє існування. Trespasser встановлює сюжетні мости, які пов’язують Dragon Age: Inquisition з майбутнім продовженням серії Dragon Age: The Veilguard. Порівнюючи прощальне доповнення до Dragon Age: Inquisition із подібним завершальним Mass Effect 3: Citadel, виконавчий продюсер проєкту, Майк Лейдлоу, зазначив, що навідміну від безтурботгого тону останнього, Trespasser досліджує «напругу світу, якому більше не потрібен рятівник» і пропонує «натяки на те, що може бути далі» у франшизі та дозволяє гравцям визначити спадщину своїх персонажів. Лейдлоу порівняв політичну напругу, представлену в Trespasser, із сюжетною лінією генофага кроганів в серії Mass Effect і зазначив, що добро, яке може зробити організація, різко контрастує з потенційною загрозою, яку ця організація може становити для своїх сусідів, якщо її залишити самоврядною. Trespasser також стало першим проєктом, у якому роль головного сценариста прийняв на себе Патрік Вікс, автор таких персонажей як Солас, Залізний Бик і Коул та автор книги Dragon Age: The Masked Empire, а згодом і головний сценарист Dragon Age: The Veilguard.
| Агрегатор  | Оцінка     |
| ---------- | ---------- |
| Metacritic | ПК: 77/100 |

| Видання        | Оцінка |
| -------------- | ------ |
| GameRevolution | 9/10   |
| IGN            | 7/10   |
| PC Gamer (США) | 7.7/10 |

### Оцінки і відгуки
Згідно з агрегатором рецензій Metacritic, Trespasser для Microsoft Windows отримало «схвальні» відгуки від критиків.
Ніколас Тан з Game Revolution назвав Trespasser «одним з найкращих DLC за останній час», він додав що це доповнення могло бути частиною базової гри, оскільки воно чітко завершує сюжетну лінію Dragon Age: Inquisition, але в той же час «резонує як окремий епілог і витримує перевірку на те, що слід вважати додатковим контентом». Тан також похвалив Trespasser за шанобливе ставлення до персонажів основної гри та серії Dragon Age вцілому, балансуючи між фансервісом, продуманим дизайном рівнів і потужними боями, він назвав це доповнення «близьким до дива».
Пишучи для PC Gamer, Філ Саведж, також похвалив «веселі моменти зі знайомими гравцям персонажами», але поскаржився на «довгий заплутаний основний квест» і додав, що Trespasser має все що потрібно для того, щоб «вважатися гідним епілогом хорошої гри». У своєму ревью для IGN Меган Салліван назвала епілог Inquisition приємним завершенням історії. Вона сказала, що «навіть із кількома незавершеними історіями та відсутністю нових цікавих предметів, які могли б спонукати її досліджувати відносно невеликі локації Trespasser, було чудово попрощатися з улюбленими персонажами та коротко зазернути в те, що чекає на жителів Тедасу» і похвалила чудову озвучку, що «залишила посмішку на її обличчі». У своєму відеоревью для Forbes Тод Кенрек назвав Trespasser «красивим епічним прощанням і передвісником темного майбутнього». Він назвав локації доповнення «приголомшливими», музику «епічною», а моменти з персонажами «посто чарівними».

## Інший контент
- BioWare запропонували міні-гру під назвою «Quest for the Red Lyrium Reapers» на офіційному веб-сайті Dragon Age: Inquisition, проходження якої розблоковувало тематичну зброю у грі. У жовтні 2015 року ці внутрішньоігрові предмети стали доступними для всіх гравців.[39]